# Prêmio Emmy Kids de Filme ou Minissérie
O Prêmio Emmy Kids de Filme ou Minissérie é uma das categorias do Prêmio Emmy Kids Internacional entregue desde 2013 pela Academia Internacional das Artes & Ciências Televisivas a programas infantojuvenis, que tenham sido produzidos e transmitidos fora dos Estados Unidos. O anúncio da premiação é realizado em Nova York.

## Vencedores
| Ano  | Vencedor                            | País          | Emissora                                                                                          |
| ---- | ----------------------------------- | ------------- | ------------------------------------------------------------------------------------------------- |
| 2012 | Lost Christmas                      | Reino Unido   | Impact Film / BBC / Hyde Park Imagenation / Ketchup Entertainment                                 |
| 2013 | The Phantoms                        | Canadá        | Dream Street Pictures Inc.                                                                        |
| 2014 | Anything Goes                       | Países Baixos | BIND / VPRO                                                                                       |
| 2015 | Rhubarb                             | Países Baixos | KRO-NCRV, NL Film & TV                                                                            |
| 2016 | Peter and Wendy                     | Reino Unido   | ITV / Headline Pictures / Juliette Films                                                          |
| 2017 | Hank Zipzer's Christmas Catastrophe | Reino Unido   | Kindle Entertainment / DHX Media / Walker Productions / Screen Yorkshire’s Yorkshire Content Fund |